# بازخیز گودزیلا
بازخیز گودزیلا (ژاپنی: シン・ゴジラ) فیلمی در ژانر علمی-تخیلی و کایجو به کارگردانی هیدئاکی آنو و شینجی هیگوچی است که در سال ۲۰۱۶ منتشر شد. فیلم‌نامه این کار را آنو نوشته و جلوه‌های ویژه آن را هیگوچی کارگردانی کرده‌است. کمپانی توهو سازنده و توزیع‌کننده این فیلم بوده و این بیست و نهمین مورد از سری فیلم‌های گودزیلا است که توسط این شرکت تولید شده‌اند.